# The Clutch
 (août 2012).
Si vous disposez d'ouvrages ou d'articles de référence ou si vous connaissez des sites web de qualité traitant du thème abordé ici, merci de compléter l'article en donnant les références utiles à sa vérifiabilité et en les liant à la section « Notes et références ».
The Clutch est un collectif américain de producteurs/paroliers qui évolue dans le R&B, le hip-hop et le rap.
Basé à Atlanta, le collectif est composé de Candice Clotiel "Gg" Nelson, Ezekie L "(E)Zeke" Lewis, Patrick Michael "J. Que" Smith, Balewa Muhammad et Keri Hilson.
N'importe quelle chanson écrite par au moins deux membres du collectif est considérée comme écrite par The Clutch. Il est rare qu'une chanson soit écrite par le collectif dans son entier. Jusqu'à aujourd'hui, seules les chansons suivantes l'ont été : "Return the Favor" de Keri Hilson, "Jealous Of Your Whip" de Bayje, "Game Song" de Keke Palmer, "Let's Go" de Bobby V et "Wrong When You're Gone" de Jennifer Lopez.
The Clutch fait la promotion de nouveaux réalisateurs artistiques tel que Calvo Da Gr8 ("Like a Boy"), Bigg D ("Wrong When You're Gone"), Hit-Boy ("Forever", "Hey Young Girl"), ainsi que le fondateur de'O-Town Dan Miller.
The Clutch a également écrit des chansons pour certains producteurs parmi les plus fameux du R&B comme Timbaland, Danja, Bryan Michael Cox, Bloodshy & Avant et Tricky Stewart,.
The Clutch a coproduit la chanson "Radar" de la chanteuse pop Britney Spears (album studio de 2007 "Blackout"). La chanson apparait aussi sur l'album de 2008 "Circus" et en single en 2009.

## Discographie
(Singles uniquement)
| Années | Titre                                                   | Artiste          | Position dans les charts | Position dans les charts | Position dans les charts |    |
| Années | Titre                                                   | Artiste          | R&B                      | Hot 100                  | Pop 100                  | UK |
| ------ | ------------------------------------------------------- | ---------------- | ------------------------ | ------------------------ | ------------------------ | -- |
| 2005   | "Take Me as I Am"                                       | Mary J. Blige    | 3                        | 58                       | -                        | -  |
| 2006   | "4 Minutes"                                             | Myron Avant      | 9                        | 52                       | -                        | -  |
| 2007   | "Only One U"                                            | Fantasia Barrino | P (36)                   | P                        | P                        | P  |
| 2007   | "Ice Box"                                               | Omarion          | 12                       | 3                        | 15                       | 14 |
| 2007   | "Cut Off Time" (feat. Kat DeLuna)                       | Omarion          | BU                       | BU                       | BU                       | -  |
| 2007   | "Stunnas" / "Season's Change"                           | Jagged Edge      | BU                       | BU                       | BU                       | -  |
| 2007   | "Anonymous" (feat. Timbaland)                           | Bobby V          | 17                       | 49                       | -                        | 25 |
| 2007   | "Rearview (Ridin')" (feat. Ludacris)                    | Bobby V          | C                        | C                        | C                        | C  |
| 2007   | "Forever"                                               | Jennifer Lopez   | C                        | C                        | C                        | C  |
| 2007   | "Like a Boy"                                            | Ciara            | 6                        | 19                       | 27                       | 16 |
| 2007   | "That's Right" (feat. Lil' Jon)                         | Ciara            | P                        | P                        | P                        | P  |
| 2007   | "The Way I Are" (feat. Keri Hilson, D.O.E. & Sebastian) | Timbaland        | 59                       | 3                        | 27                       | 1  |
| 2007   | "More Than Words (A E I O U)"                           | Menudo           | P                        | P                        | P                        | P  |
| 2007   | "Promise Ring" (feat. Ciara)                            | Tiffany Evans    | 66                       | -                        | -                        | -  |
| 2008   | "Double Dutch Bus"                                      | Raven-Symoné     | 35                       | -                        | -                        | -  |
| 2008   | "Radar"                                                 | Britney Spears   | P                        | 88                       | 67                       | P  |
| 2008   | "Pretty Boy"                                            | Danity Kane      | -                        | -                        | -                        | -  |
| 2008   | "Official Girl"                                         | Cassie           | -                        | -                        | -                        | -  |
| 2008   | "Long Gone"                                             | Chris Cornell    | P                        | P                        | P                        | P  |
| 2008   | "It's Over"                                             | Jesse McCartney  | -                        | 62                       | 31                       | -  |
| 2008   | "Return The Favor" (feat. Timbaland)                    | Keri Hilson      | -                        | -                        | -                        | 19 |
| 2008   | "Part of Me"                                            | Chris Cornell    | -                        | -                        | -                        | 18 |
| 2008   | "Never Far Away"                                        | Chris Cornell    | -                        | -                        | -                        | -  |
| 2010   | "One Less Lonely Girl"                                  | Justin Bieber    | -                        | 16                       | 21                       | 10 |

C Sortie en single annulée
P Promo seulement ou édition limitée
BU Classé uniquement dans le chart Bubbling Under R&B/Hip-Hop Singles